# موسیقی متن‌آوا
شعر آوایی (انگلیسی: Sound poetry) یا شعر بی‌کلام، فرمی هنری ست که پیوندی میان ادبیات و ساخته موسیقایی ایجاد می‌کند که به واسطه آن جنبه‌های آوایی گفتار، به‌جای ارزش‌های متداول نحوی و معنایی برجسته می‌شود. طبق تعریف، شعر آوایی اساساً برای اجرا قصد می‌شود.
در ایران هوشنگ ایرانی نماینده برجستهٔ شعر آوایی به شمار می‌آید.